# Scytodes tikaderi
Espèce
Scytodes tikaderi est une espèce d'araignées aranéomorphes de la famille des Scytodidae.

## Distribution
Cette espèce est endémique du Bangladesh. Elle se rencontre dans le district de Bagerhat vers Sunderban.

## Description
Le mâle holotype mesure 5,00 mm et la femelle paratype 5,20 mm.

## Systématique et taxinomie
Cette espèce a été décrite par Biswas en 2023.

## Étymologie
Cette espèce est nommée en l'honneur de Benoy Krishna Tikader.

## Publication originale
- Biswas, 2023 : « A new species of spitting spider genus Scytodes Latreille, 1804 (Araneae: Scytodidae) from Bagerhat, Bangladesh. » Bangladesh Journal of Entomology, vol. 30, no 1/2, p. 17-26.